# Savigny-en-Sancerre
Savigny-en-Sancerre település Franciaországban, Cher megyében. Lakosainak száma 1111 fő (2022. január 1.). Savigny-en-Sancerre Assigny, Boulleret, Léré, Sainte-Gemme-en-Sancerrois, Santranges, Subligny, Sury-près-Léré és Sury-ès-Bois községekkel határos.

## Népesség
A település népessége az elmúlt években az alábbi módon változott:
| Lakosok száma | 1643 | 1668 | 1922 | 2013 | 1774 | 956  | 981  | 1073 | 1030 | 1111 |
|               | 1793 | 1836 | 1861 | 1886 | 1911 | 1954 | 1990 | 2011 | 2017 | 2022 |